# Otting
Otting est une commune de Bavière, au sud-est de l'Allemagne.